# Elio von Morpurgo

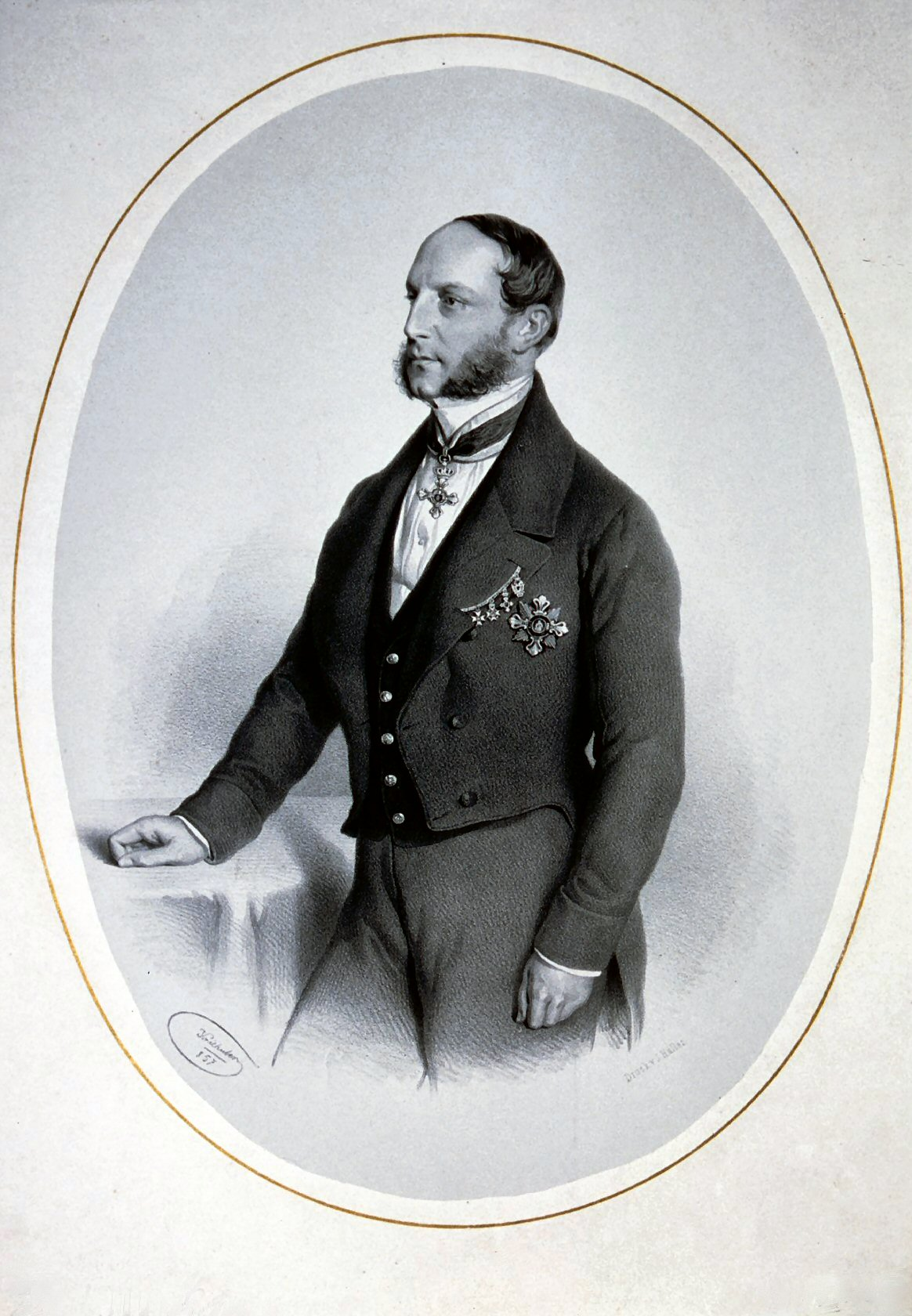
Elio von Morpurgo. Lithografie von Josef Kriehuber 1857

Elio von Morpurgo (* 17. Januar 1804 in Triest; † 17. August 1876 in Divonne-les-Bains, Frankreich) war ein österreichischer Reeder.

## Leben
Er war ein Neffe des Bankiers Giuseppe Lazzaro Morpurgo und machte eine Karriere als Beamter, Direktor und ab 1865 Präsident des Verwaltungsrates des Österreichischen Lloyd in Triest. In seine zeit fällt der große wirtschaftliche Aufschwung der Schiffahrtsgesellschaft. Er war auch Mitglied des Gemeinderats von Triest und Präsident der Handelskammer von Triest. 1866 wurde er in den Freiherrenstand erhoben.
1828 heiratete er Nina von Morpurgo (1809–1849), mit der er 6 Kinder hatte. 
Nach dem Tod des Barons im Jahr 1877 gründeten die Erben in Triest vor dem Lloyd-Triestiner-Arsenal auf einem ihnen gehörenden Grundstück eine Schule (mit Volksklassen und einem Kindergarten) zu seinen Ehren für die Kinder der Arbeiter, die arbeitete im Hafen. Die Schule mit dem Namen „sculin“ („kleine Schule“ im Triester Dialekt) wurden im Zweiten Weltkrieg durch die Bombenangriffe vom 10. Juni 1944 zerstört. 
Die Schule, die 1949 (-1952) von der GMA in einem Gebiet weiter stromaufwärts nach einem Projekt von Umberto Nordio wieder aufgebaut wurde, ist noch immer Elio de Morpurgo gewidmet.